# Donskoj kloster

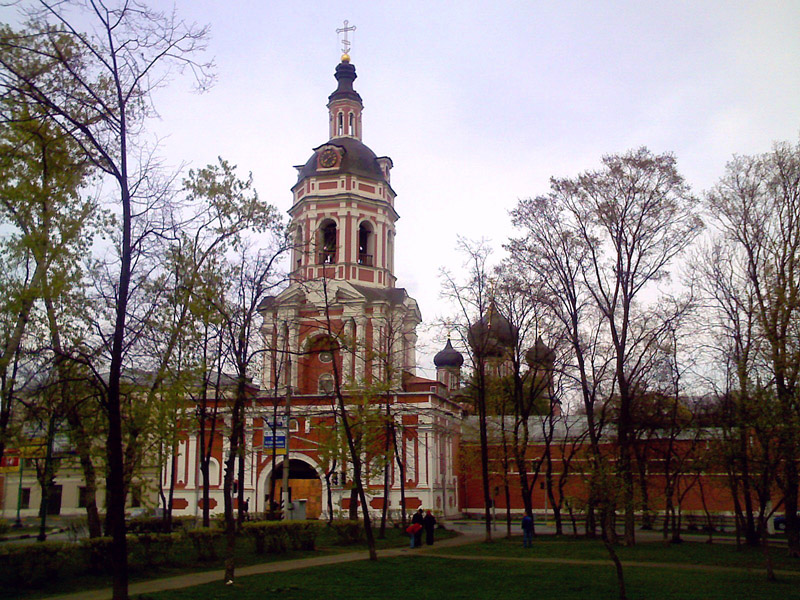
Donskoj kloster.

Donskojklostret (ryska: Донско́й монасты́рь) är ett stort kloster i Moskva, grundat 1591, till minne av när Moskva befriades från ett överhängande hot om khan Ğazı II Girays invasion. Klostret ligger vid en gammal väg mellan Moskva och Krim, och var ursprungligen avsett för att försvara den södra vägen till Kreml.

## Historia

### Storfurstendömet Moskva
Klostret byggdes på platsen där Boris Godunovs mobila fästning och Sergij Radonezjskijs fältkyrka med Theophanes grekens ikon Jungfru Maria av Don hade varit belägna. Legenden säger att Dmitrij Donskoj hade tagit denna ikon med sig vid slaget vid Kulikovo 1380. Tatarerna lämnade platsen utan strid och besegrades under sin reträtt.
I början var klostret ganska fattigt, och det fanns endast ett fåtal munkar. 1629 fogade Donskojklostret över 20 ödemarker och 16 bondehushåll (20 bönder allt som allt). 1612 intogs det på en dag av den polsk-litauiske befälhavaren Jan Karol Chodkiewicz. De ryska streltserna besegrade de ukrainska kosackerna under Petro Konasjevytj nedanför klostrets murar 1618.
Vid mitten av 1600-talet knöts Donskoj kloster till Andrejevskij kloster. 1678 blev Donskoj åter självständigt, och klostret fick rika gåvor, bland annat mer än 1 400 bondehushåll. 1683 upphöjdes Donskoj kloster till arkimandritnivå, och tilldelades 20 desiatina (gammalt ryskt ytmått) omkringliggande betesmark. Mellan 1683 och 1685 knöts klostren Vidogosjtjskij, Zjizdrinskij, Sjarovkin och Zjeleznoborovskij till Donskoj.

### Kejsardömet Ryssland

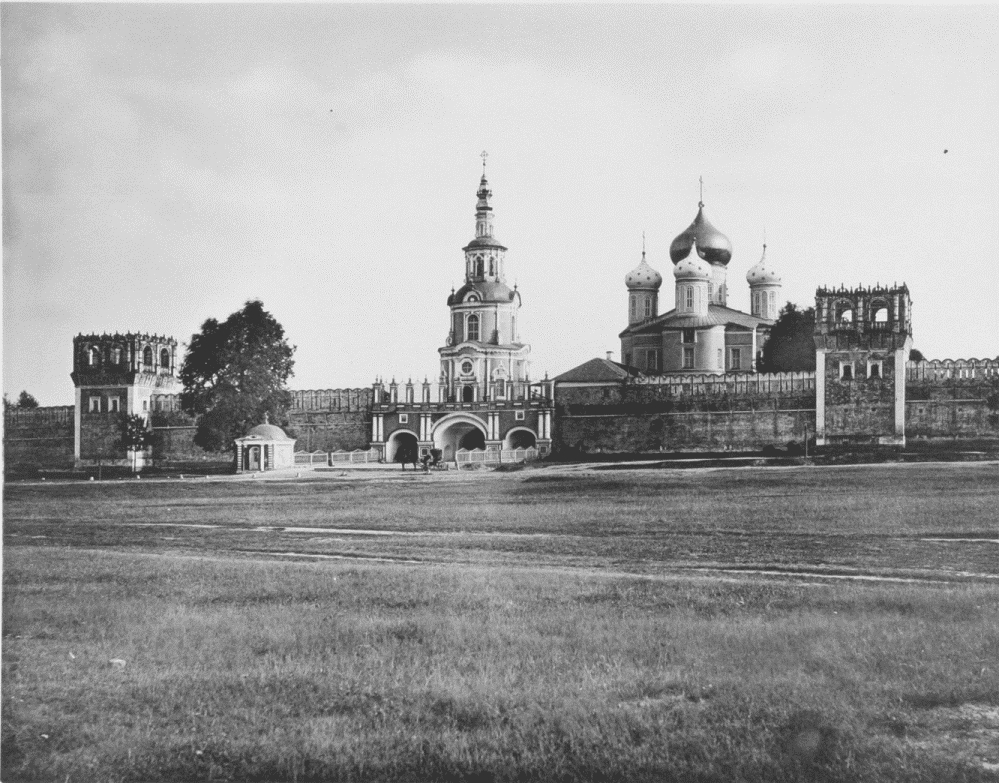
Donskoj kloster 1883.

Från 1711 användes den stora katedralens valv för begravningar av georgiska tsarer av ätten Bagration och megreliska hertigar av ätten Dadiani.
1724 överfördes munkarna och egendomen i Andrejevskij kloster till Donskojklostret. År 1739 hade Donskoj redan 880 bondehushåll och 14 väderkvarnar. Under klostret bedrevs också fiske. År 1747 ville myndigheterna överföra Slavisk-grekisk-latinska akademin till Donskoj kloster, men klostret begränsade sig till att betala lärarlöner med egna medel.
Ärkebiskop Ambrosius dödades på Donskojklostret under pestupploppet i Moskva 1771. År 1812, under Napoleonkrigen, plundrades klostret av den franska armén. De mest värdefulla föremålen hann flyttas till Vologda. Det fanns 48 munkar och 2 noviser på klostret 1917.

### Sovjetunionen och Ryska federationen
Efter oktoberrevolutionen stängdes Donskojklostret. Mellan 1922 och 1925 hölls patriark Tichon häktad i Donskojklostret. Han valde att stanna i klostret efter sitt frigivande. Sankt Tichons reliker upptäcktes efter att han helgonförklarats 1989. De vördas i den stora katedralen sommartid och i den gamla katedralen vintertid.
1934 överfördes skötseln av klostret till arkitekturmuseet under sovjetiska arkitekturakademin. År 1964 blev klostret en filial till Sjtjusevs arkitekturmuseum.
Under Sovjetunionens styre flyttades återstoder av många förstörda kloster och katedraler till Donskoj kloster, bland annat från Kristus Frälsarens katedral, Sankt Nikolaus Undergörarens kyrka, Sucharevatornet med flera byggnader.

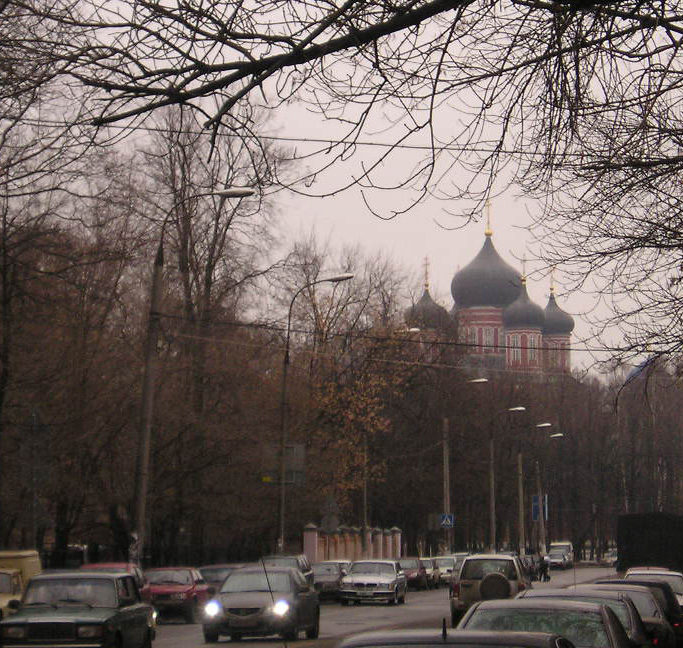
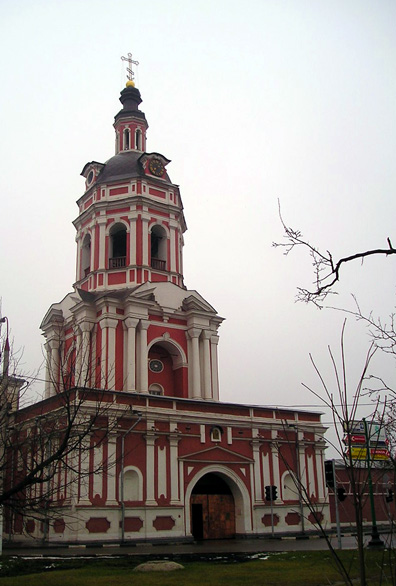
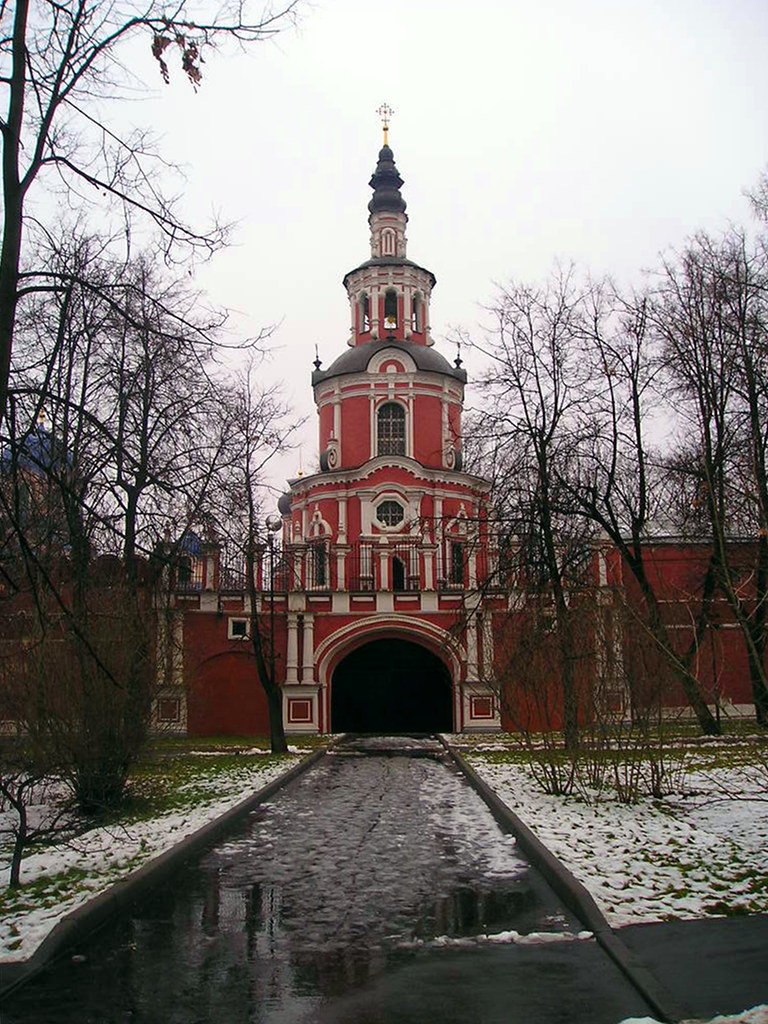
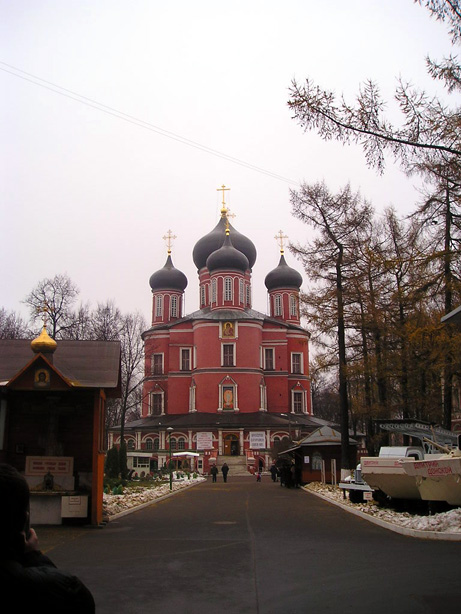
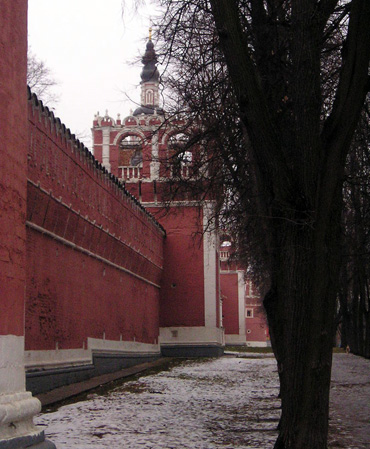
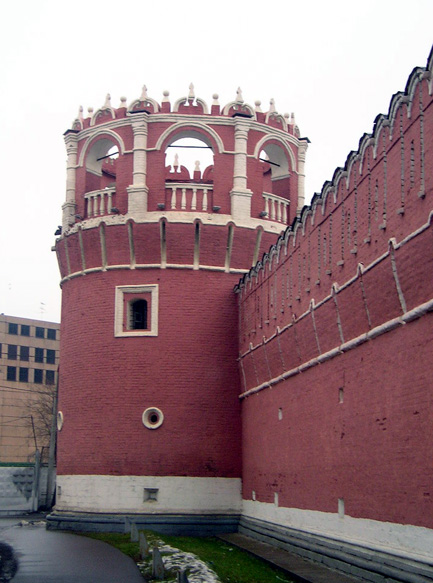
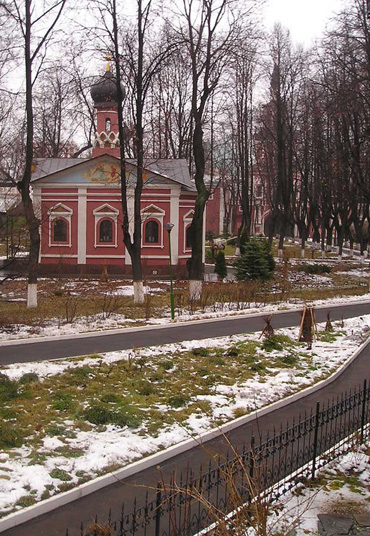
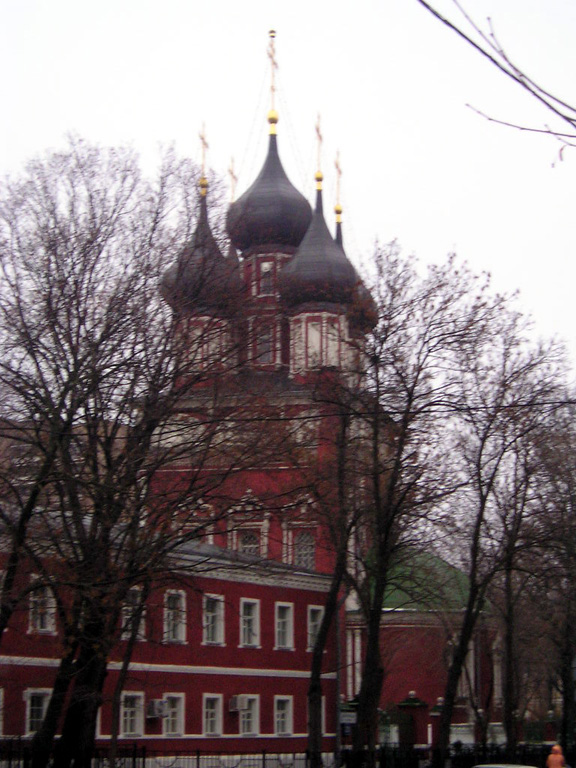

## Arkitektur

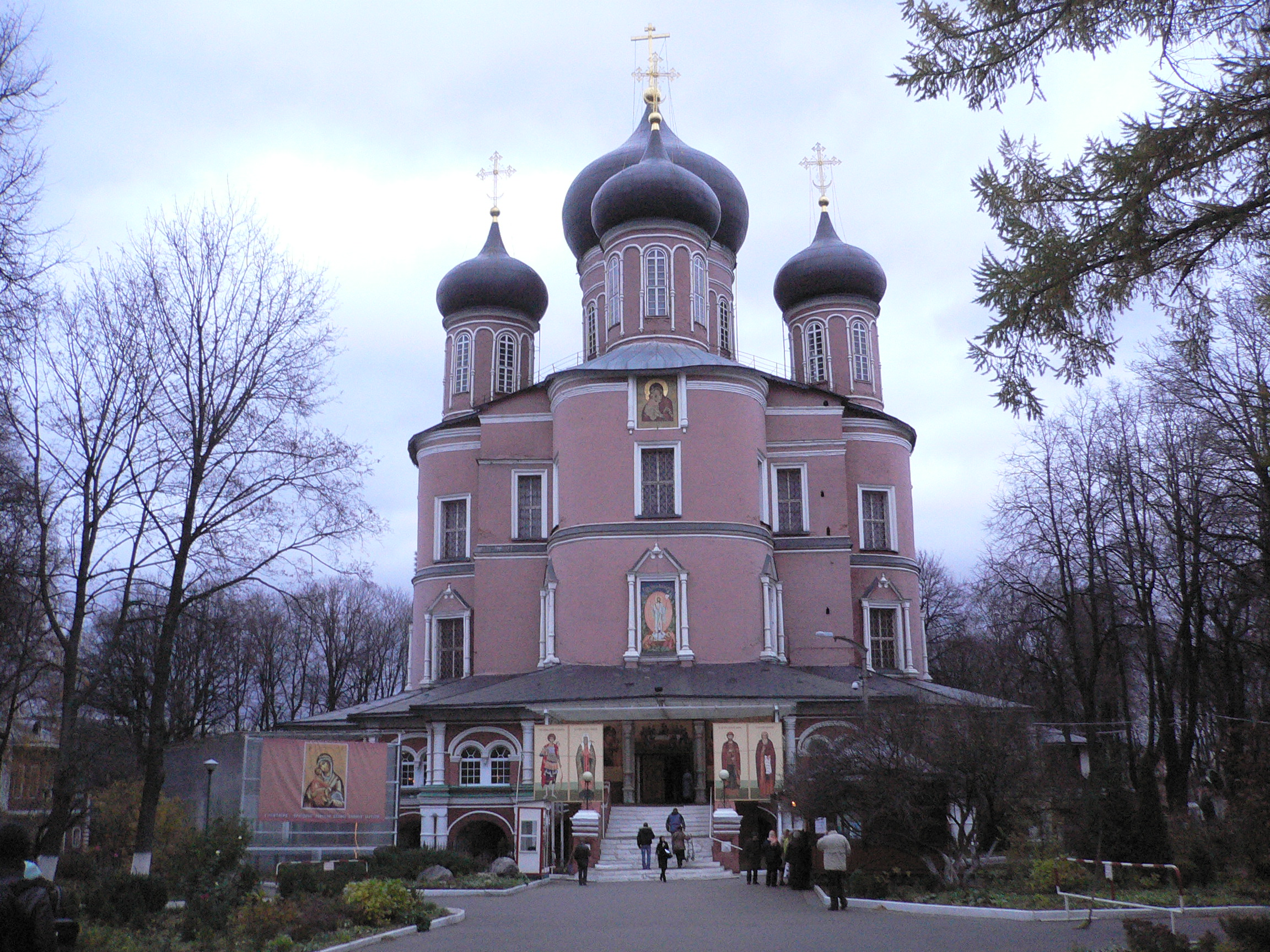
Stora katedralen.

När klostret grundades lade Boris Godunov personligen grunden till katedralen, invigd 1593 till den heliga ikonen Jungfru Maria av Don. Katedralen kröntes då av en enda kupol. På 1670-talet uppfördes två symmetriska annex, och en klostermatsal, samt ett klocktorn. Dess ikonostas, utförd 1662, prydde tidigare en av Moskvas kyrkor som revs under kommunistdiktaturen. Mellan 1930 och 1946 var katedralen stängd för gudstjänster och inrymde en fabrik. 
Den nya (eller stora) katedralen, som även den även ägnas åt Jungfru Maria av Don, grundlades 1684 som en gåva till kyrkan från tsaritsan Sofia Aleksejevna. Efter tsaritsans fall bekostades konstruktionen av privata donationer. De murare och hantverkare som uppförde katedralen var inbjudna från Ukraina, vilket förklarar en del av byggnadens särskilda kännetecken. För första gången i Moskva ordnades de fem kupolerna i enlighet med de fyra hörnen, vilket var den ukrainska modellen. Detta upprörde de gammaltroende, som kallade katedralen "Antikrists altare". Katedralens utsmyckade barockikonostas utfördes av mästare i Kreml 1688-1698. Ikonostasens centrala del är en kopia av Jungfru Maria av Don, som målades i mitten av 1500-talet. Katedralens fresker var de första i Moskva att utföras av en utlänning. De skapades av Antonio Claudio mellan 1782 och 1785.
Efter att klostret förlorat sin betydelse som försvarsanläggning fick dess murar sin röd-vita moskovitiska barockstil, som påminner om Bogoroditse-Smolenskij kloster. Åtta kvadratiska och fyra runda torn med blodröda krön uppfördes mellan 1686 och 1711. Klostrets portar (1693) toppas med Tichvinkyrkan, uppförd 1713-1714,känd för sina galler av smidesjärn. En imponerande klocktorn uppfördes över de västra portarna 1730-1753 efter ritningar av Pietro Antonio Trezzini och andra framstående arkitekter.

## Nekropol

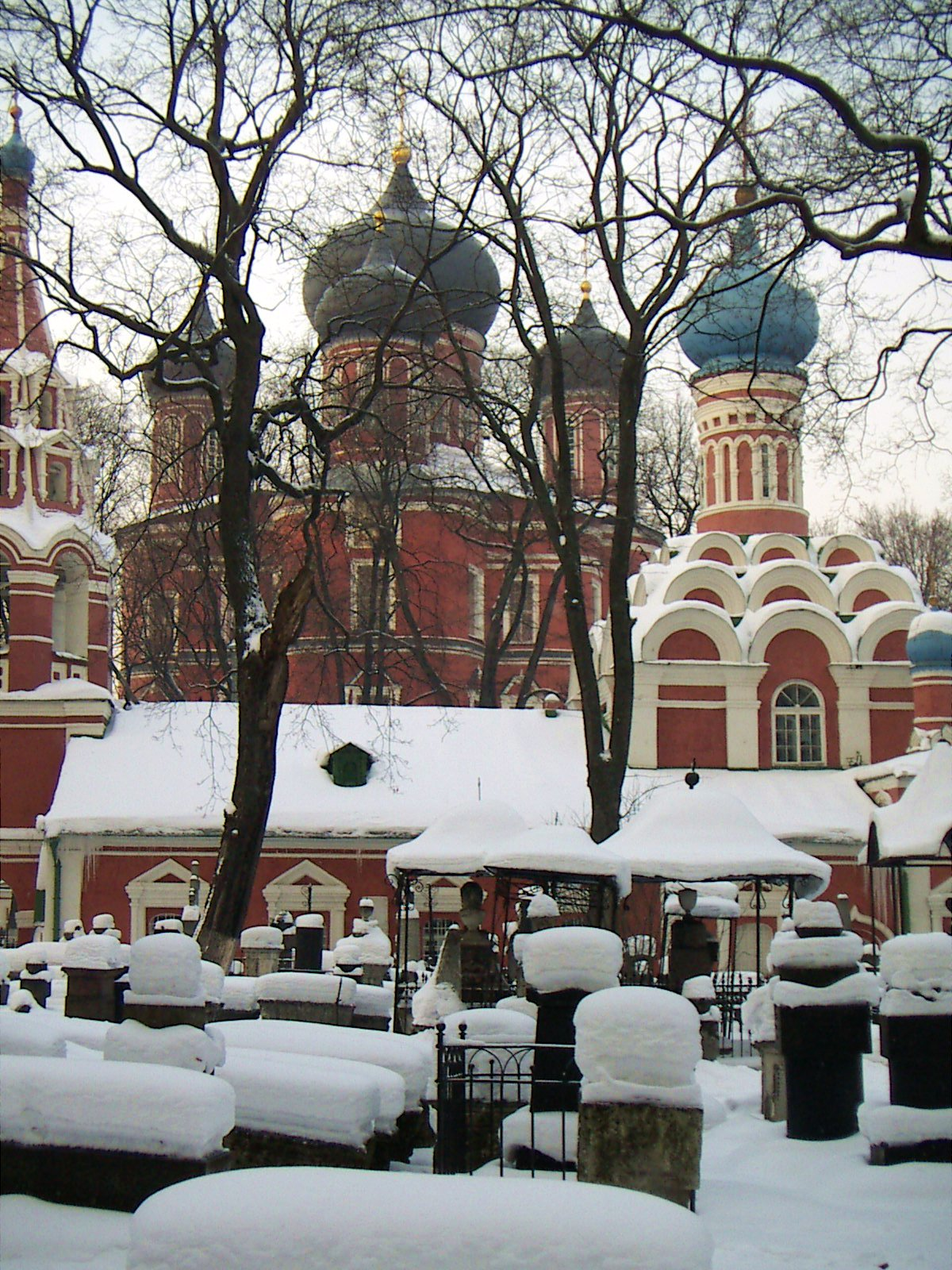
Gamla nekropolen.

Flera familjer ur högadeln valde Donskojklostret som plats för sina gravvalv. Till exempel byggdes Alexander Svirskij-kyrkan 1796-1798 som gravplats för ätten Zubov. Medlemmar av ätten Galitzine gravsattes i Archangelskkyrkan (uppförd 1714-1809), medan Sankt Johannes Chrysostomos-kyrkan (1881-1891) markerar ätten Petrusjins gravvalv.
En gammal nekropol i klostrets sydöstra del är anmärkningsvärd för dess smyckade gravar, utförda av några av de skickligaste ryska skulptörerna. Poeterna Michail Cheraskov och Aleksandr Sumarokov, filosoferna Pjotr Tjaadajev och Ivan Iljin, historikerna Michail Sjtjerbatov och Vasilij Kljutjevskij, kritikern Vladimir Odojevskij, arkitekten Joseph Bové, målaren Vasilij Perov, hovmannen Alexander Dmitrijev-Mamonov, skådespelerskan Faina Ranevskaja, generalen Anton Denikin och flygaren Nikolaj Zjukovskij är några av dem som ligger begravda här. Några av gravarna flyttades av de sovjetiska myndigheterna till Tretjakovgalleriet, där ingen kan se dem idag.
En ny nekropol anlades under 1900-talet utanför klostrets murar. Valentin Serov och Sergej Muromtsev var bland de första att bli begravda där. Efter revolutionen gravsattes sovjetiska soldater dödade under slaget om Moskva och människor avrättade av NKVD i den nya nekropolen. Den tidigare Sankt Serafim-kyrkan, som låg vid nekropolen, byggdes om till Moskvas första krematorium 1927.
Tichon av Moskva ligger också begraven vid Donskojklostret